# Giuseppe Patrucco
Giuseppe Patrucco (né le 4 février 1932 à Turin dans la région du Piémont) est un joueur italien de football, qui jouait au poste de défenseur.

## Biographie
Formé par la Juventus, il passe en 1951 à Syracuse qui dispute cette année la Serie B, club avec qui il termine la saison à 13e place.
La saison suivante, il rejoint le Genoa. Avec les rossoblu, il fait ses débuts le 14 septembre 1952 lors d'une victoire 3-1 contre Vicence. Finalement, le Genoa remporte cette année-là le championnat de Serie B, premier trophée de Patrucco.
En 1953, il rejoint Sanremese, avec qui dispute trois saisons en Serie C, obtenant comme meilleur résultat une quatrième place lors de l'année 1953-1954.
En 1956, il retourne en Serie B, à Parme, ou il termine à la 12e place du classement de Serie B 1956-1957. 
La saison suivante, il retourne dans son premier club, la Juventus, avec qui il fait ses débuts en Serie A le 26 janvier 1958, lors d'une victoire 3-2 contre Vérone. Il ne joue que deux rencontres lors de sa saison en bianconero, mais remporte tout de même le scudetto.
En 1958, il signe chez Monza, avec qui il joue pendant deux saisons. Il met fin à sa carrière avec le Chieri Calcio.

## Palmarès
| Genoa - Championnat d'Italie D2 (1) : - Champion : 1952-53. |  | Juventus - Championnat d'Italie (1) : - Champion : 1957-58. |